# Coluna de Vigreux
A Coluna de Vigreux é parte de um aparelho de destilação fracionada. Ela provê uma superfície externa para troca de calor, de modo que o vapor que sai do líquido em ebulição no frasco destilador condensa e evapora diversas vezes ao longo do caminho entre o líquido em ebulição e a cabeça de destilação, fazendo que um gradiente de temperatura se estenda ao longo desse caminho, desde a temperatura mais alta no frasco destilador até a temperatura mais baixa na cabeça de destilação. Consequentemente, ocorre, continumente, na superfície da coluna, uma troca de calor entre o condensado descendente mais frio e o vapor ascendente mais quente.
À medida que o condensado recebe calor do vapor, em parte ele evapora novamente, formando um vapor mais rico que o condensado no componente mais volátil (de menor ponto de ebulição). Ao mesmo tempo, à medida que o vapor cede calor para o condensado, em parte ele condensa, formando um condensado mais rico que o vapor no componente menos volátil (de maior ponto de ebulição). Tudo isso faz com que o vapor que emerge, e é removido no topo da coluna, seja o componente mais volátil praticamente puro; o resíduo no frasco destilador, por outro lado, é composto do componente menos volátil, também praticamente puro.